# Acentrogobius cyanomos
Acentrogobius cyanomos es una especie de peces de la familia de los Gobiidae en el orden de los Perciformes.

## Morfología
Los machos pueden llegar a alcanzar los 11,5 cm de longitud total.

## Hábitat
Es un pez de Clima tropical (22 °C-28 °C). 

## Distribución geográfica
Se encuentra en la India.

## Observaciones
Es inofensivo para los humanos. 